# Zoldo Alto

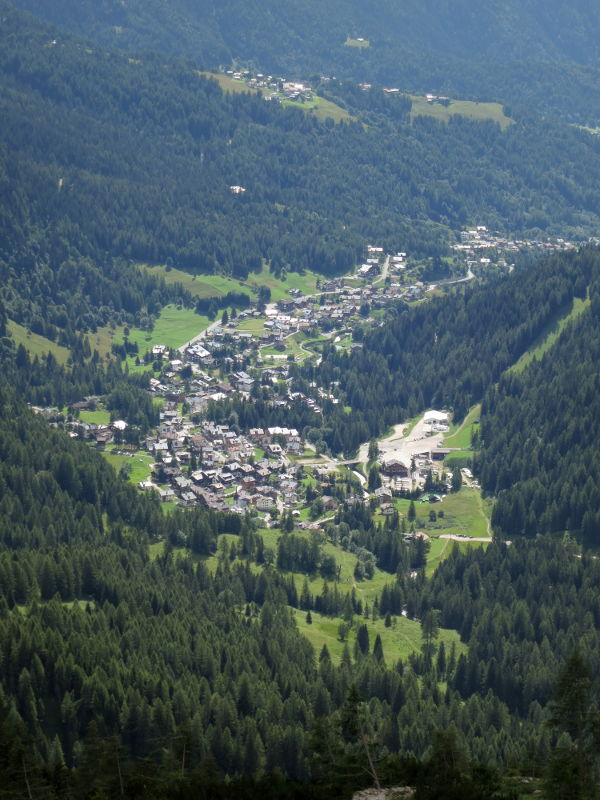
Pecol, Ortsteil der ehemaligen Gemeinde Zoldo Alto

Zoldo Alto. Historisches Luftbild von Werner Friedli (1957)

Zoldo Alto (im ladinischen Dialekt: Žoldo Aut) war eine nordostitalienische Gemeinde (comune) mit zuletzt 915 Einwohnern (Stand 31. Dezember 2014) in der Provinz Belluno in Venetien. Die Gemeinde lag etwa 27 Kilometer nordnordwestlich von Belluno im Val di Zoldo und gehörte zur Comunità Montana Cadore Longaronese Zoldo. Der Verwaltungssitz der Streugemeinde befand sich im Ortsteil Fusine 1177 m s.l.m.. Hier entspringt der Maè, der in den Piave mündet.

## Bevölkerung
| Bevölkerungsentwicklung | Bevölkerungsentwicklung | Bevölkerungsentwicklung | Bevölkerungsentwicklung | Bevölkerungsentwicklung | Bevölkerungsentwicklung | Bevölkerungsentwicklung | Bevölkerungsentwicklung | Bevölkerungsentwicklung |
| ----------------------- | ----------------------- | ----------------------- | ----------------------- | ----------------------- | ----------------------- | ----------------------- | ----------------------- | ----------------------- |
| Jahr                    | 1871                    | 1901                    | 1921                    | 1951                    | 1981                    | 2001                    | 2011                    | 2014                    |
| Einwohner               | 2021                    | 2325                    | 2426                    | 2025                    | 1367                    | 1184                    | 999                     | 915                     |

Die Gemeinde mit den Fraktionen Brusadaz, Chiesa, Coi, Cordelle, Costa,  Fop, Fusine, Gavaz, Iral, Mareson, Molin, Pecol, Pianaz, Rutorbol und Soramaè wurde am 23. Februar 2016 mit Forno di Zoldo zur neuen Gemeinde Val di Zoldo zusammengeschlossen.

## Verkehr
Durch das Gemeindegebiet führte die frühere Strada Statale 251 della Val di Zoldo e Val Cellina (heute eine Provinzstraße) von Portogruaro nach Colle Santa Lucia.

## Sport
Neben der Bedeutung als Skigebiet war die Gemeinde 2005 Etappenziel des Giro d’Italia.

## Persönlichkeiten
- Pompeo Fattor (1933–2009), Skilangläufer
- Eugenio Mayer (1939–2015), Skilangläufer